# Turnov
Turnov (deutsch Turnau) ist eine Stadt in Tschechien. Im Süden und Nordosten grenzt sie an das Landschaftsschutzgebiet Český ráj (Böhmisches Paradies). Die Stadt hat 14.312 Einwohner (2018).

## Geschichte
Die Stadt wurde 1272 von Jaroslav und Havel von Markvartice auf einem Felsenvorsprung über der Iser gegründet. Später ging die Herrschaft auf die bedeutende böhmische Adelsfamilie von Wartenberg über, der die Familie Smiřický von Smiřice folgte. Im Jahr 1468 wurde Turnov von Lausitzer Kreuzrittern gebrandschatzt; im Jahr 1643 zündeten schwedische Truppen die Stadt an. Im Jahr 1707 bedrohte eine Feuersbrunst die Stadt. 1884 wurde die erste europäische Fachschule für die Verarbeitung von Edelsteinen, Metallen und Schmuckerzeugung gegründet.

### Einwohnerentwicklung
| Jahr      | 1869  | 1900  | 1930   | 1950   | 2001   | 2005   | 2010   |
| --------- | ----- | ----- | ------ | ------ | ------ | ------ | ------ |
| Einwohner | 6.849 | 9.028 | 11.541 | 11.268 | 14.513 | 14.447 | 14.445 |

## Wirtschaftliche Entwicklung
Seit dem 16. Jahrhundert arbeiteten hier mehrere Steinschleifereien, in denen importierte und heimische Edelsteine geschliffen und bearbeitet wurden. Spätestens seit dem 18. Jahrhundert wurden die Steine in die ganze Welt exportiert. Im 17. Jahrhundert entstanden die ersten Glashütten, in denen Imitationen von Edelsteinen aus Glas gefertigt wurden. Seit Beginn des 18. Jahrhunderts ist Turnov Zentrum der Schmuckherstellung, der Juwelenindustrie und der Glas-, Polygraphie- und Maschinenbauproduktion. Heute ist Turnov ein touristisches Zentrum in der Region Český ráj.

## Gemeindegliederung
Die Stadt Turnov besteht aus den Ortsteilen Bukovina (Bukowina), Daliměřice (Dalimerschitz), Dolánky u Turnova (Dolanka), Hrubý Rohozec (Groß Rohosetz), Kadeřavec (Kaderschawetz), Kobylka (Kobilka), Loužek (Lauschek), Malý Rohozec (Klein Rohosetz), Mašov (Maschau), Mokřiny (Mokerschin), Pelešany (Peleschan), Turnov (Turnau) und Vazovec (Wasowetz). Grundsiedlungseinheiten sind Bukovina, Daliměřice, Dolánky u Turnova, Hruštice (Hruschtitz), Kadeřavec, Kyselov, Loužek, Malý Rohozec, Mašov, Mokřiny, Nudvojovice (Nudwojowitz), Ohrazenice (Wochrasenitz 2. Teil), Pelešany, Pod Výšinkou, Průmyslová zóna Vesecko, Rovinka, Skalní město, Turnov-střed, U Jizery, U nádraží, Výšinka und Za nádražím.
Das Gemeindegebiet gliedert sich in die Katastralbezirke Bukovina u Turnova, Daliměřice, Malý Rohozec, Mašov u Turnova und Turnov.

## Partnerstädte
- Reeuwijk, Niederlande
- Jawor, Polen
- Niesky, Deutschland
- Keszthely, Ungarn

## Sehenswürdigkeiten
- Gotische Kirche St. Nikolaus aus dem 14. Jahrhundert (Umbau im Barockstil 1722)
- Basilika St. Marien
- Renaissance-Rathaus aus dem Jahr 1526 (Umbau 1894 und 1993)
- Franziskanerkloster des Frühbarocks mit der Kirche St. Franz von Assisi aus den Jahren 1651–55
- Marien-Friedhofskirche (1823/53)
- Museum des Böhmischen Paradieses Museum Český ráj, u. a. mit dem von Mikoláš Aleš 1895 geschaffenen 8,5 × 10 Meter großen Diorama Pobití Sasíků pod Hrubou Skalou („Die Niedermetzelung der Sachsen unter Hrubá Skála“)
- Jüdischer Friedhof und Synagoge Turnov
- Schloss Hrubý Rohozec im Norden der Stadt

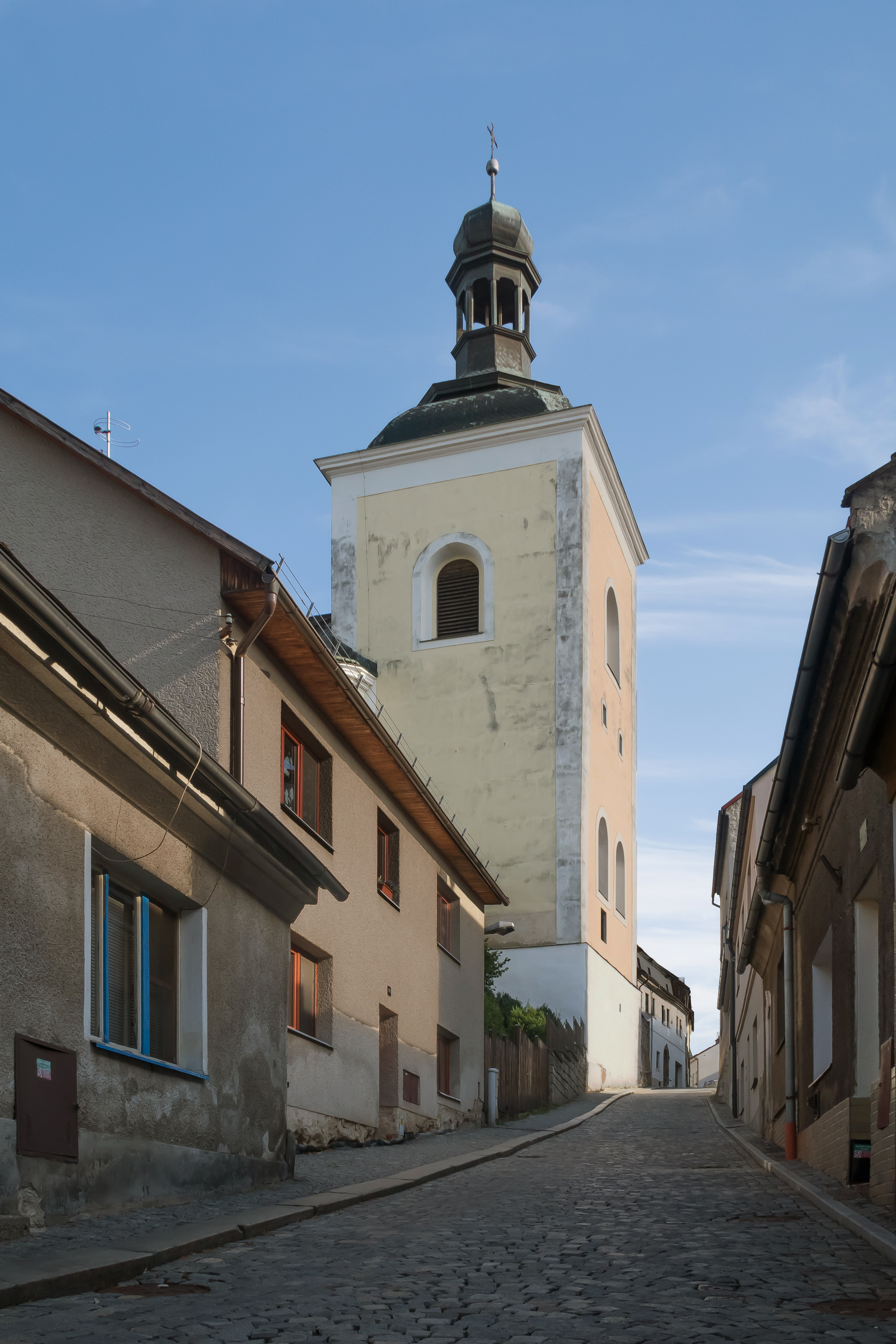
Sankt Nikolauskirche
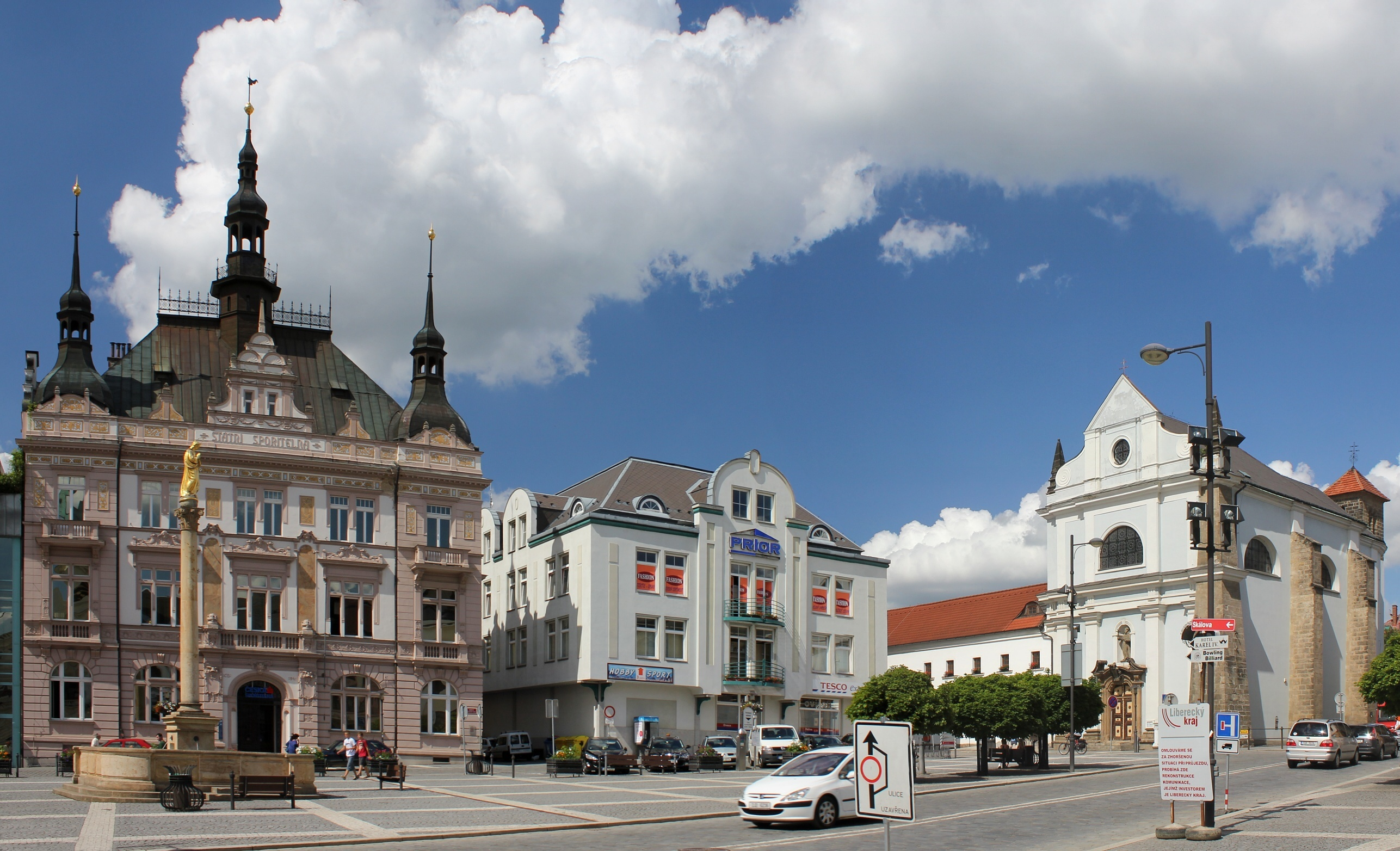
Náměstí Českého ráje („Marktplatz des Böhmischen Paradieses“) mit Sparkasse und Franziskanerkirche
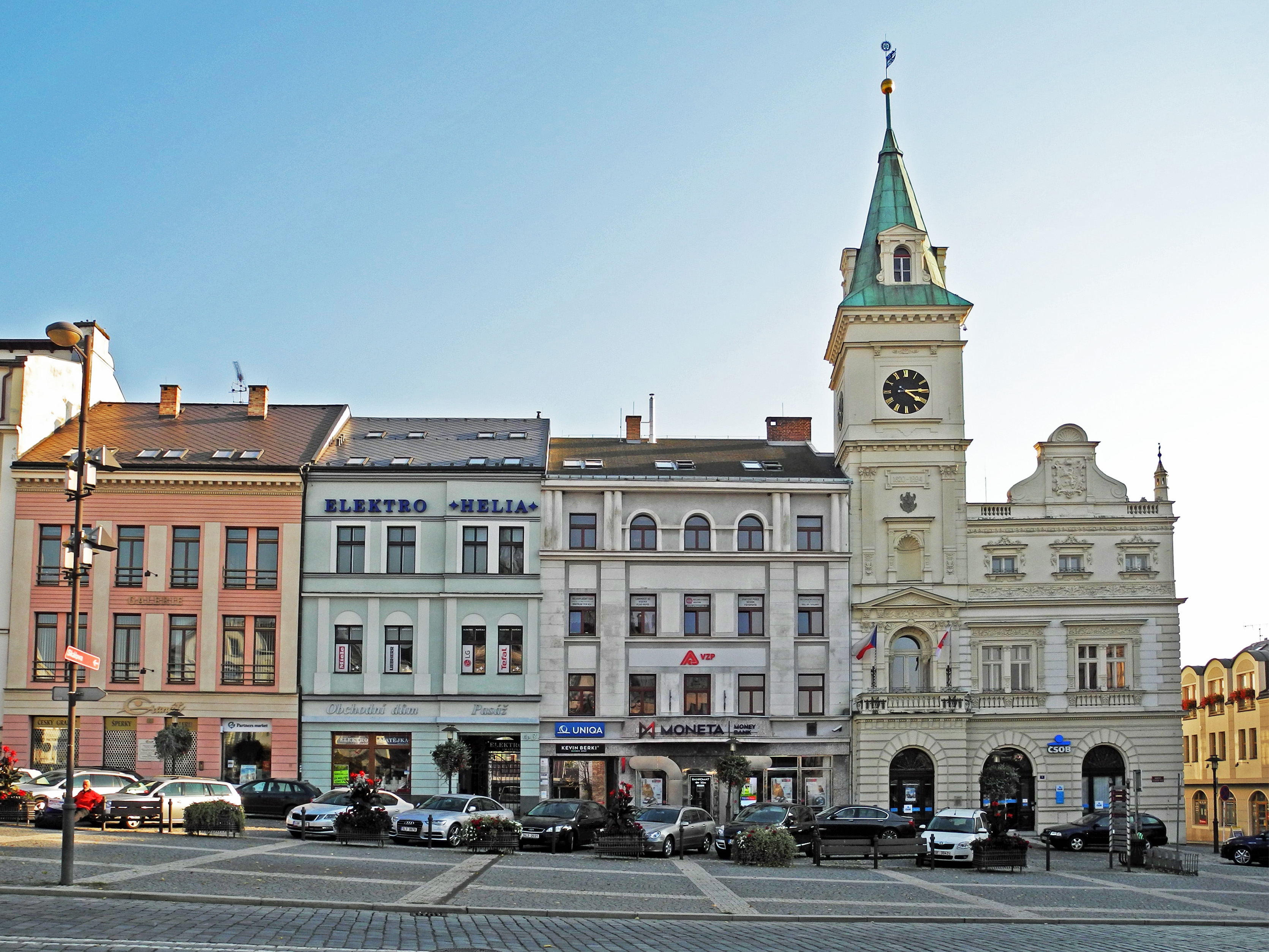
Rathaus (rechts)
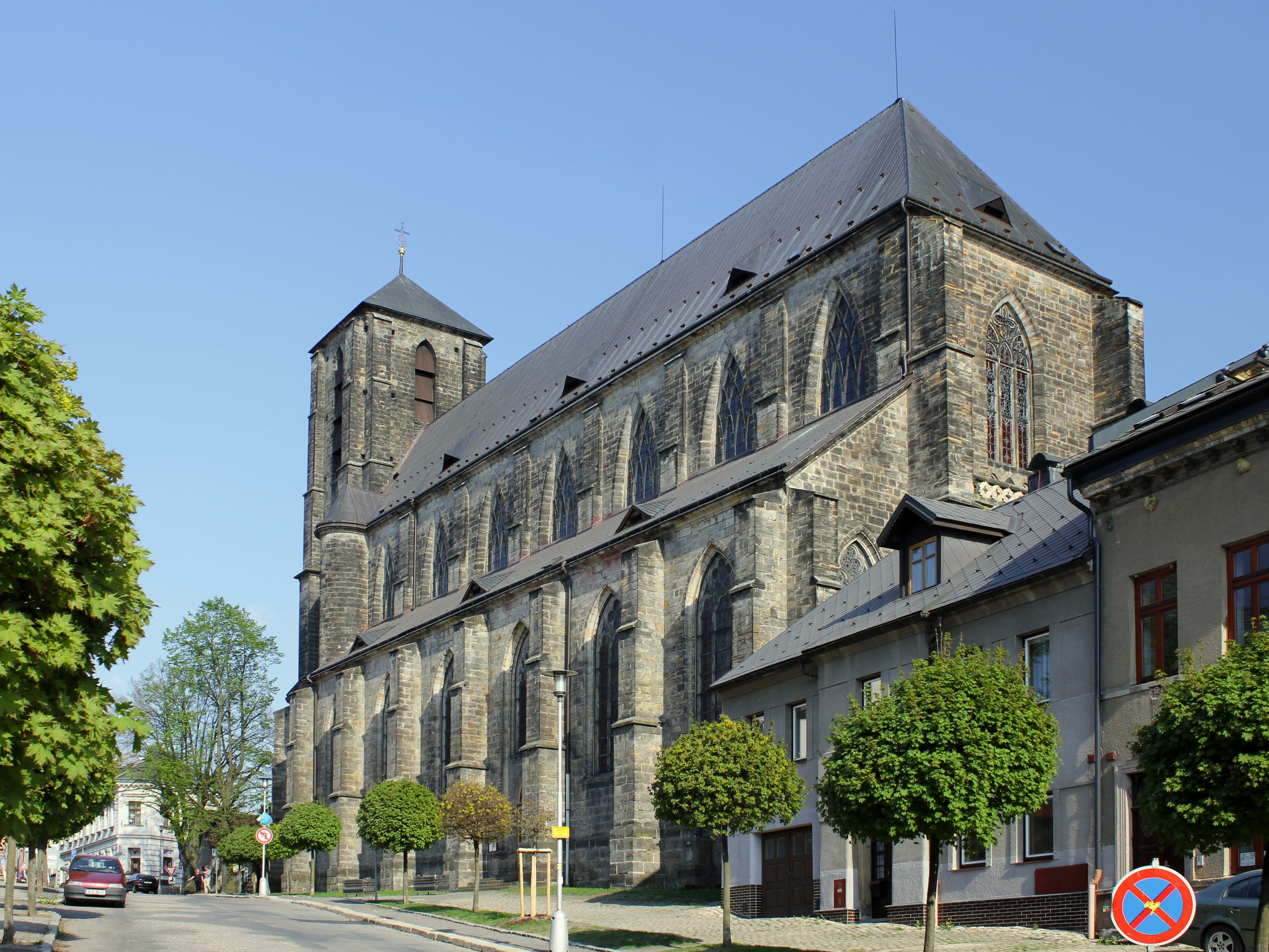
Marienkirche

## Persönlichkeiten

### Söhne und Töchter der Stadt
- Simeon Theophilus Turnovius (1544–1608), Senior des polnischen Zweiges der Brüder-Unität
- Antonín Marek (1785–1877), Schriftsteller und Übersetzer
- Josef Pekař (1870–1937), Historiker
- Josef Vítězslav Šimák (1870–1941), Historiker
- Zdeněk Folprecht (1900–1961), Komponist
- Georg Christian von Lobkowitz (1907–1932), Adliger und Automobilrennfahrer
- Jan Patočka (1907–1977), Philosoph
- Jan Kotík (1916–2002), Maler
- Josef Jíra (1929–2005), Maler, Grafiker und Illustrator
- Alexandr Kliment (1929–2017), Prosaist, Autor psychologischer Romane und Dichter
- Marcela Machotková (1931–2021), Opernsängerin
- Vlastimil Picek (* 1956), Militärperson
- Jaroslav Rudiš (* 1972), Schriftsteller und Journalist
- Alena Housová (* 1979), Skibobfahrerin
- Magda Rezlerová (* 1982), ehemalige Biathletin
- Lenka Muclingerová (* 1987), ehemalige Skilangläuferin und Biathletin
- Roman Jebavý (* 1989), Tennisspieler
- Adam Hloušek (* 1988), Fußballspieler
- Roman Koudelka (* 1989), Skispringer
- Adam Sebastian Helcelet (* 1991), Zehnkämpfer

### Personen, die in der Stadt gewirkt haben
- Georg Israel (um 1505–1588), Prediger der Böhmischen Brüder
- Josef Wenzig (1807–1876), Schriftsteller und Verfasser von Libretti